# Pholidae

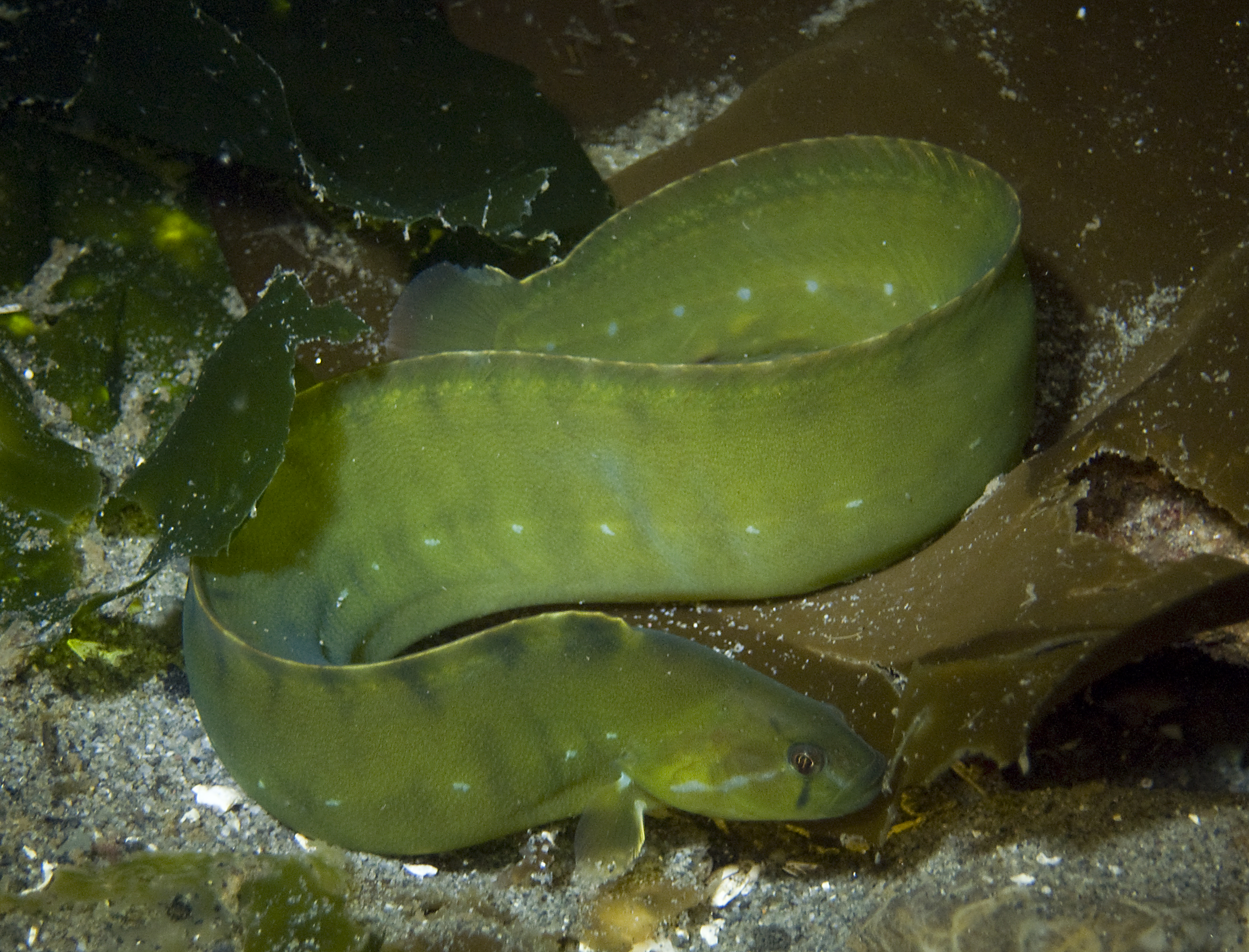
Apodichthys flavidus

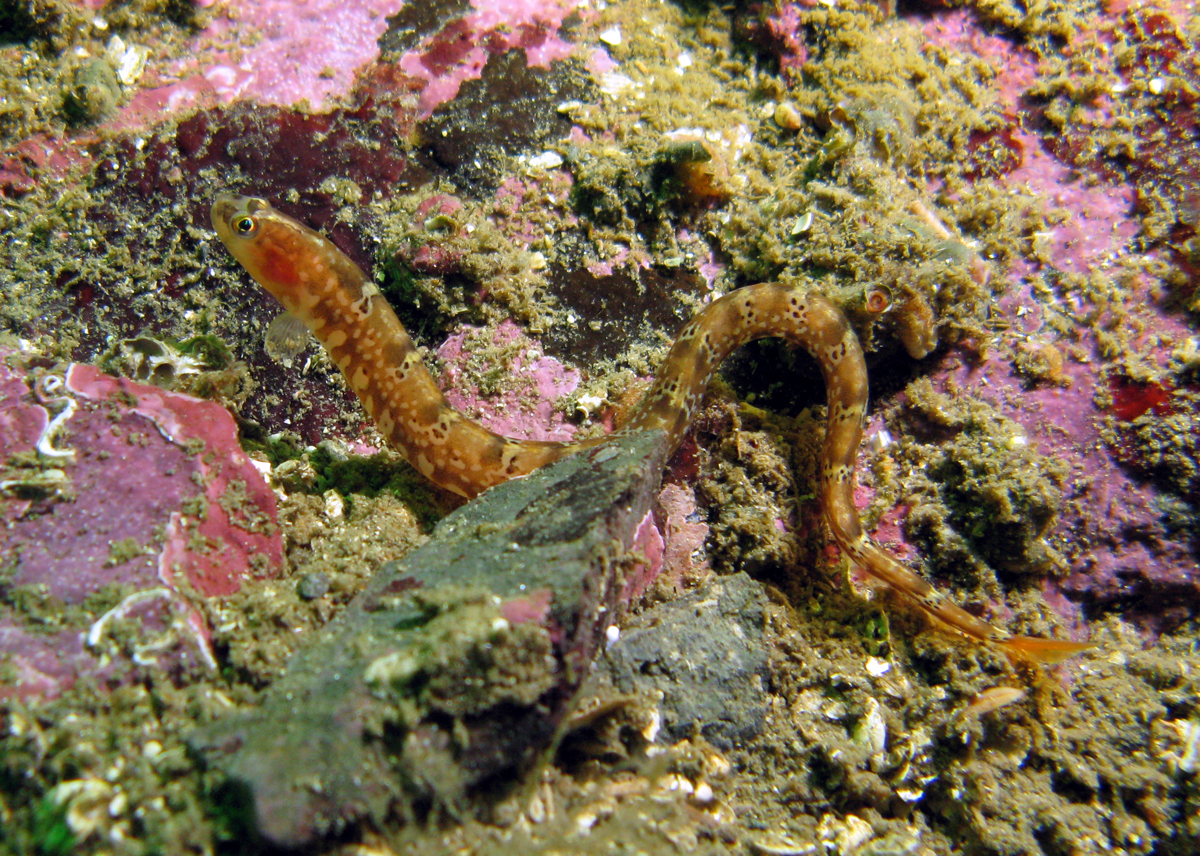
Pholis clemensi

I Pholidae sono una famiglia di pesci ossei marini appartenenti all'ordine Perciformes.

## Distribuzione e habitat
Questa famiglia ha una distribuzione limitata alle alte latitudini dell'Emisfero boreale. Solo due specie (Pholis fasciata e Ph. gunnellus) vivono nell'Oceano Atlantico settentrionale, tutte le altre popolano l'Oceano Pacifico. Lungo le coste atlantiche europee è comune Pholis gunnellus; nessuna specie è presente nel mar Mediterraneo.
Vivono in fondi duri o coperti di kelp, di solito a profondità molto basse, spesso nel piano intertidale.

## Descrizione
Questi pesci hanno testa piccola e corpo molto allungato e appiattito, nastriforme. La pinna dorsale è unica e molto lunga: va dalla testa al peduncolo caudale; la pinna anale parte dalla metà del corpo e giunge fino quasi alla pinna caudale, che è arrotondata. Le pinne pettorali sono assenti in molte specie, se presenti sono molto piccole; le pinne ventrali sono rudimentali. Le scaglie sono molto piccole tanto da non essere visibili ad occhio nudo, la cute è viscida perché coperta di muco. La linea laterale è presente ma scarsamente visibile, sulla testa si trova un sistema di pori e canali cefalici analogo a quello dei Gobiidae.
La colorazione è di solito a fondo bruno o verdastro, mimetica, talvolta però può essere rosso vivo o verde nelle specie che popolano le foreste di alghe. Spesso sono presenti macchie o ocelli neri tipici delle varie specie.
Possono raggiungere i 45 cm con Apodichthys flavidus.

## Biologia

### Alimentazione
Si cibano di molluschi, crostacei e altri invertebrati bentonici.

## Pesca
Non hanno nessun interesse per la pesca.

## Acquariofilia
Sono sporadicamente allevati negli acquari marini.

## Specie
La famiglia comprende le seguenti specie:
- Genere Apodichthys
  - Apodichthys flavidus
  - Apodichthys fucorum
  - Apodichthys sanctaerosae
- Genere Pholis
  - Pholis clemensi
  - Pholis crassispina
  - Pholis fangi
  - Pholis fasciata
  - Pholis gunnellus
  - Pholis laeta
  - Pholis nea
  - Pholis nebulosa
  - Pholis ornata
  - Pholis picta
  - Pholis schultzi
- Genere Rhodymenichthys
  - Rhodymenichthys dolichogaster